# Boiótok
A boiótok egy aiol néptörzs voltak, akik valószínűleg Délnyugat-Thesszáliából vándoroltak be Boiótiába a trójai háború után. Állítólag nem hellén népeket is magukba olvasztottak, mint trákokat és föníciaiakat, akik a Helikón lejtőin telepedtek le, míg az aiolok Théba környékén. A bevándorlás után az Onkhésztoszi amphiktüonia köré szerveződtek, később létrehozták a Boiót Szövetséget, és közösen vertek pénzt. 
A szomszédos attikai iónokhoz képest rurálisabb emberek voltak, ezért a boiót a maradi ember szinonimája lett az ókori Görögországban. Legnagyobb városuk, Thébai Epameinóndasz idején Görögország hegemón hatalma volt. Addigra Boiótia sokat fejlődött kulturális téren, a későbbi makedón király II. Philipposz – akinek fia, Nagy Sándor, majd elpusztítja Thébait – is a boiótoknál tanult. Korábban Kleiszthenész, a jövendő athéni reformer is náluk töltötte száműzetését.